# Ivan Remunda
Ivan Remunda (28. července 1934 Židlochovice – 8. ledna 2014 Židlochovice) byl český malíř, grafik, ilustrátor knih a spisovatel.

## Život
Byl židlochovickým rodákem, celý život zde žil a tvořil. Byl bratrem herce a režiséra Stanislava Remundy.
Absolvoval gymnázium v Hustopečích v roce 1953, tehdy Střední všeobecně vzdělávací školu. V letech 1954–56 studoval na VUT v Brně stavební fakultu, obor pozemní stavby, kterou nedokončil. V letech 1960-1963 studoval Střední průmyslovou školu stavební v Brně. V letech 1978-1983 doplnil své vzdělání ještě o grafiku na Střední umělecké a průmyslové škole v Brně. Od roku 1978 byl ve svobodném povolání.[zdroj?]
Město Židlochovice mu v roce 2003 udělilo cenu Zasloužilý občan města Židlochovice.[zdroj?]

## Dílo literární
- Bosou nohou, 1995
- Bryčka pro biskupa, 1996
- Rytíř Tenká nožka a jeho neslavné návraty 1997
- Mámíš mou duši (poezie) 1998

## Dílo výtvarné
Věnoval se především krajinářské výtvarné tvorbě. Nazýván byl malířem Vysočiny, ale neopomíjel ani oblast Pálavy a nejbližšího Výhonu.
Uskutečnil cca 30 autorských výstav a podílel se na výstavách kolektivních. Jeho práce jsou zastoupeny zejména v soukromých sbírkách v ČR, USA, Rakousku, Spolkové republiky Německo a v Rusku.
Grafické práce: byl autorem ilustrací vlastních děl i knih jiných autorů, např. Devatero vyprávění: o lidech ze slunečního města (autor Miloslav Jurák), 1992.